# ديريك باسكين
ديريك باسكين (بالإنجليزية: Derrick Baskin)‏ هو ممثل أمريكي، ولد في 10 نوفمبر 1975 في ذا برونكس في الولايات المتحدة.

## أعمال

### أفلام
- (2014) آني[2][3]

## وصلات خارجية
- ديريك باسكين على موقع IMDb (الإنجليزية)
- ديريك باسكين على موقع ميوزك برينز (الإنجليزية)
- ديريك باسكين على موقع قاعدة بيانات برودواي على الإنترنت (الإنجليزية)
- ديريك باسكين على موقع قاعدة بيانات الفيلم (الإنجليزية)